# 1963 no Brasil
Esta é uma cronologia de fatos e acontecimentos do ano de 1963 no Brasil.

## Incumbente
- Presidente do Brasil -  João Goulart (7 de setembro de 1961 - 2 de abril de 1964)

## Eventos
- 6 de janeiro: Um plebiscito escolhe o sistema presidencialista, em que 9 milhões de pessoas votam contra o parlamentarismo.[1][2].
- 8 de janeiro: A bandeira de Minas Gerais é instituída.[carece de fontes?]
- 12 de março: Os primeiros imigrantes coreanos chegam ao Brasil.[3][4]
- 20 de abril: Iniciam os Jogos Pan-Americanos, realizados na cidade de São Paulo.[5]
- 5 de maio: Terminam os Jogos Pan-Americanos, realizados na cidade de São Paulo.[6]
- 23 de maio: A Seleção brasileira conquista o segundo título do Campeonato Mundial de Basquetebol Masculino ao vencer a União Soviética por 90 a 79 pontos, no Rio de Janeiro.[7]
- 20 de julho: Ieda Maria Vargas torna-se a primeira brasileira a conquistar o título do Miss Universo, vencendo cinquenta misses internacionais no concurso realizado em Miami Beach, Flórida, Estados Unidos.[8]
- 7 de outubro: Ocorre o Massacre de Ipatinga, em Minas Gerais.[9]
- 16 de novembro: O Santos torna-se o primeiro time brasileiro a conquistar o segundo título da Taça Inetercontinental de futebol.[10]
- 4 de dezembro: O senador Arnon de Melo, que tentando atingir com tiros o senador Silvestre Péricles, atinge e matar o senador suplente José Kairala.[11]

## Nascimentos
- 5 de janeiro: Luís Carlos Winck, ex-futebolista e treinador de futebol.
- 12 de janeiro: Nando Reis, cantor, baixista e compositor.
- 19 de janeiro: Luiz Caldas, cantor e compositor.
- 25 de janeiro: Fernando Haddad, 51° prefeito de São Paulo.
- 27 de janeiro: Sérgio Cabral Filho, 54° governador do Rio de Janeiro.
- 7 de março: Marconi Perillo, 75° e 77° governador de Goiás.
- 27 de março: Xuxa Meneghel, apresentadora, atriz, cantora e empresária.
- 8 de abril: Zeca Camargo, apresentador.
- 29 de maio: Débora Bloch, atriz.
- 23 de junho: Márcio França, 61° governador de São Paulo.
- 25 de Julho: Leonardo, cantor.
- 19 de agosto: Marcos Palmeira, ator.
- 23 de agosto: Gloria Pires, atriz.
- 31 de agosto: Mauro Cezar Pereira, jornalista.
- 16 de setembro: Andréa Beltrão, atriz.
- 31 de outubro: Dunga, futebolista e treinador de futebol.

## Mortes
- 20 de janeiro: Mestre Vitalino, artesão ceramista (n. 1909).
- 4 de dezembro: José Kairala, político (n. 1924).